# 佐々木喜一
佐々木 喜一（ささき よしかず、1958年〈昭和33年〉10月2日 - ）は、日本の教育者、経営者。成基コミュニティグループ会長、志教育プロジェクト共同代表。安倍晋三総理大臣諮問機関教育再生実行会議有識者委員として約9年間活動し、教育改革と「志教育（志共育）」の普及に取り組んでいる。

## 経歴
1958年、京都府京都市生まれ。1982年に同志社大学文学部文化学科国文学専攻(現・国文学科)を卒業。1987年、29歳で進学塾「成基学園」の第二代理事長に就任。5教場からスタートした学習塾を、幼児教育、個別教育、国際教育、小中高受験、大学生支援、社会人・保護者向けコーチングを含む総合教育機関へ発展させた。グループ全体で生徒数2万人、教場数150拠点、スタッフ数2,000名を抱える規模に成長させた。
2025年の参議院議員選挙において、比例代表で国民民主党からの出馬を表明した。7月20日の投開票の結果、7,182票を獲得したが国民民主党の当選者7人に対し17位で落選。

## 主な役職
- 安倍晋三総理大臣諮問機関 教育再生実行会議 有識者委員[3]
- 成基コミュニティグループ 会長[1]
- 教育立国推進協議会 発起人・民間有識者[5]
- 一般社団法人 志教育プロジェクト 共同代表[2]
- 一般社団法人 教育再生実行連絡協議会 代表理事
- 一般社団法人 日本青少年育成協会 元会長
- 京都市立葵小学校 PTA元会長
- 同志社中高同窓会 元会長
- 下鴨神社 氏子総代

## 教育改革への関与
2013年から2021年まで、安倍晋三首相の私的諮問機関「教育再生実行会議」の有識者委員を務めた。いじめ防止策、大学入試改革、地方創生教育、ICT教育、自己肯定感向上などの政策提言に携わった。2015年11月には、その功績により宮内庁主催「秋の園遊会」に招待された。

## 成基コミュニティグループの展開
- 成基学園（集団塾事業）[6]
- ゴールフリー（個別指導塾）[7]
- TAM（幼児教育）[8]
- 東進衛星予備校（フランチャイズ）
- ゴールフリー高等学院（通信制高校サポート校）

## 教育支援活動
- 京都府八幡市男山地区スタディサポート（公設民営型学習支援事業）[9]

## 保育・療育・国際教育事業
- 英語学童「GKC」
- STEAM教育「SEA」
- TAMランド（企業主導型保育園）
- B5（療育教室）
- SCG日本語学校[10]
- オンラインフリースクール「SHINGAKU」

## 志教育プロジェクト
2014年に副理事長、2023年より共同代表に就任。「HOKUSAI志モザイクアートプロジェクト」でギネス世界記録達成（2022年）。

## 教育立国推進協議会
2021年設立の超党派組織で発起人・民間役員を務める。岸田首相に「教育無償化」の提言を提出。不登校・ひきこもり対策にも関与している。

## メディア出演
- TOKYO MX「シゴト手帖」
- Newsweek Japan「CHALLENGING INNOVATOR」[12]
- YouTube「シン・キョウイク論」[13]